# Теслін (плато)
Плато Теслін - субплато, що  фізико-географічної частиною плато Юкон, на півночі Британської Колумбії, Канада, розташоване на північ від річки Накіна між озерами Атлін і Теслін. 

## Дивись також
- Вулканічне поле Атлін
- плато Нісутлін